# Horst Falkner
Horst Falkner (* 20. April 1939 in Innsbruck) ist ein österreichischer Bauingenieur und ehemaliger Inhaber des Lehrstuhls für Massivbau an der 3. Fakultät für Architektur, Bauingenieurwesen und Umweltwissenschaften der Technischen Universität Braunschweig.

## Leben
Horst Falkner ging in Innsbruck zur Schule (1946–50 Volksschule Innsbruck und 1950–58 Realschule Innsbruck). Er studierte ab 1958 an der Technischen Universität Graz Bauingenieurwesen. Nach dem Erlangen des Diploms (1964) begann seine Ing.-Tätigkeit bei einem Ingenieurbüro in Stuttgart. Promoviert hat Falkner 1969 bei Leonhardt und Gieseke zum Thema Temperatur und Rissbildung im Stahlbetonbau.
1971 ging Falkner nach Kanada. An der Universität Toronto erhielt er eine Gastprofessur für „prestressed Structures“. Zusammen mit Davenport und Collins hat er Windmessungen am CN Tower durchgeführt. 1972 kehrte Falkner nach Deutschland in das Ingenieurbüro zurück, wo er 1978 zum Partner wurde.
Im Jahr 1988 gründete er das Ingenieurbüro IBF mit Standorten in Stuttgart, Braunschweig und Berlin. Von 1993 bis 1999 war Falkner Vorsitzender des VMPA (Verband der Materialprüfanstalten) in Deutschland.
Von 1987 bis 2007 hatte er eine Professur für Massivbau und Baukonstruktion an der TU Braunschweig inne; dort wurde er Mitglied im Vorstand der Materialprüfanstalt (MPA BS) in Braunschweig. Er arbeitete interdisziplinär und leitete regelmäßig wissenschaftliche Fachtagungen, aus denen umfangreiche Dokumentationen hervorgingen.
Von 1990 bis 2015 war Falkner als Bausachverständiger im Bevölkerungsschutz (Bundesamt für Bevölkerungsschutz und Katastrophenhilfe) tätig.
Nach seiner Emeritierung kehrte Falker zum IBF Stuttgart zurück, welches er bis zum Jahr 2015 leitete.

## Ehrungen
2005 erhielt Falkner die Ehrendoktorwürde der Universität Leipzig.

## Schriften (Hrsg.)
- Bewe(ä)hrter Betonbau / Braunschweiger Bauseminar 2005. Braunschweig 2005, ISBN 3-89288-172-3.
- Stahlfaserbeton - ein unberechenbares Material? / Braunschweiger Bauseminar 2002. Braunschweig 2002, ISBN 3-89288-145-6.
- Bauen im nächsten Jahrtausend / Braunschweiger Bauseminar 1999. Braunschweig 1999, ISBN 3-89288-125-1.
- mit Manfred Teutsch und Horst Klinkert: Trag- und Verformungsverhalten dynamisch beanspruchter Fahrbahnen aus Beton- und Stahlfaserbeton : Forschungsbericht. Braunschweig 1997, ISBN 3-89288-110-3.
- Fachtagung Spannbeton im Hoch- und Industriebau. Braunschweig 1991, ISBN 3-89288-065-4.